# Las Garzas (Panamá)
Las Garzas es uno de los 26 corregimientos del distrito de Panamá, fundado según la ley 40 del 31 de mayo de 2017. Fue segregado del sector este del corregimiento de Pacora. Su cabecera es Hugo Spadafora.
El corregimiento comprende unas 12 comunidades, entre ellas La Mireya, Hugo Spadafora, Arnulfo Escalona, La Hica, La Balbina, Paso Blanco 1, Paso Blanco 2, San Francisco, Los Lagos, Río Chico y San Diego.